# Hadseløya
Hadseløya es una isla de Vesterålen en el municipio Noruega de Hadsel en el condado de Nordland. Hacia el sur se extienden las Islas Lofoten y hacia el norte se encuentra Vesterålen.
En el lado este de la isla corre la E 10, que conecta las dos capitales Stokmarknes en el norte, y Melbu en el sur. Un ramal va hacia el oeste de la isla, para que el resto de los sitios enlazados. Ambos tienen una longitud total de exactamente 42 km, por lo que es conocida a nivel nacional como el Maratón de Hadsel.
El interior consta de una cordillera de hasta 656 m de altura, que proporciona fantásticas vistas panorámicas de los dos grupos de islas.
En Stokmarknes está también el mayor aeropuerto regional de Noruega con más de 100.000 pasajeros al año.